# سارا خوئینی‌ها
سارا خوئینی‌ها (زاده ۲۲ اسفند ۱۳۵۳) هنرپیشه سینما، تلویزیون و تئاتر اهل ایران است.

## زندگی هنری
خوئینی‌ها بازیگری را برای اولین بار در سال ۱۳۶۹ با بازی در فیلم ویدئویی صبحگاه خونین ساخته فرامرز باصری تجربه کرد که با همسرش همبازی بود.
او در سال ۱۳۷۰ با فیلم سینمایی گل‌ها و گلوله‌ها ساخته ناصر مهدی‌پور به سینما آمد. سپس در فیلم تلویزیونی طالع عشق به نقش حلیمه دایه پیامبر اسلام ظاهر شد. در این سه فیلم که با چنگیز وثوقی همبازی بود از نام سارا وثوقی استفاده کرد.
پس از چند سال دوری از سینما، او دور جدید بازیگری خود را با فیلم دوستان ساخته علی شاه‌حاتمی در سال ۱۳۷۸ و با نام واقعی خود یعنی «سارا خوئینی‌ها» آغاز کرد. او در این فیلم با مهناز افشار و یوسف مرادیان همبازی بود. سپس در فیلم بالای شهر پایین شهر در نقش اصلی، همبازی محمدرضا گلزار شد.
وی در سال ۱۳۸۳ در نقش اصلی فیلم سینمایی نقاب در کنار محمدرضا شریفی نیا، امین حیایی و پارسا پیروزفر بازی کرد و در همان سال در فیلم اسپاگتی در هشت دقیقه با بازی و کارگردانی رامبد جوان نقش اصلی را ایفا کرد.
سارا خوئینی‌ها، با بازی مقابل امین تارخ در سریال معصومیت از دست رفته شبکه سوم سیما در نقش «حمیرا» (زن دلفریب و عشوه‌گر عرب) برای اهالی تلویزیون شناخته شد. او برای بازی در این سریال، در جشنواره برنامه‌های تلویزیون سال ۱۳۸۳ و ۱۳۸۴ به عنوان بهترین بازیگر نقش اول زن مورد تقدیر قرار گرفت.
بعد از بازی در کارهای سینمایی، دعوت مهدی فخیم‌زاده را برای بازی در فیلم‌هایش پذیرفت و در سریال تلویزیونی بی‌صدا فریاد کن به عنوان نقش اول جلوی دوربین رفت. او در فیلم سینمایی یکی از ما دو نفر با بازی بهرام رادان و کارگردانی تهمینه میلانی، بازیگر و دستیار کارگردان بود.
در سال ۱۳۹۰ در تئاتر عشق اتفاقی نیست که بیفتد به روی صحنهٔ تالار وحدت رفت. این نمایش مورد استقبال هنرمندان بنام سینما و تئاتر واقع شد که موفقیت این نمایش و استقبال بیش از انتظار مردم باعث دو اجرایی شدن نوبت نمایش آن شد.

## زندگی شخصی
سارا خوئینی‌ها  فارغ‌التحصیل کارشناسی گرافیک از دانشکده هنرهای زیبا دانشگاه تهران است.
سارا خوئینی‌ها در تهران به دنیا آمده‌است و به همراه یک خواهر و سه برادر سومین فرزند خانواده محسوب می‌شود.
وی همسر سابق چنگیز وثوقی بوده است.

## فیلم‌شناسی

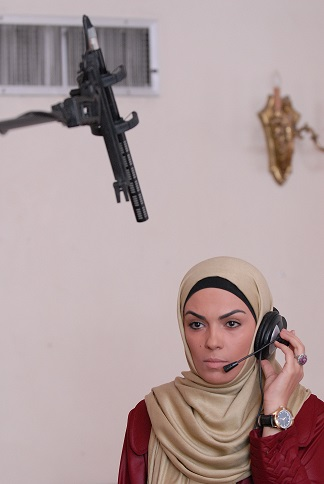
در صحنه‌ای از سریال یک روز قبل

### سینما
1. مأموریت غیرممکن (۱۳۹۷)
2. ماه گرفتگی (۱۳۹۵)
3. شاباش (۱۳۹۱)[۱۲]
4. کبریت سوخته (۱۳۹۱)
5. دل بی‌قرار (۱۳۹۱)
6. در امتداد شهر (۱۳۸۹)
7. یکی از ما دو نفر (۱۳۸۹)
8. بیداری رؤیاها (۱۳۸۸)
9. لج و لج‌بازی (۱۳۸۸)
10. دوستی از جنس آتش (۱۳۸۸)
11. پسر تهرانی (۱۳۸۷)
12. سوپر استار (۱۳۸۷)
13. دعوت (۱۳۸۷)
14. گیس بریده (۱۳۸۵)
15. اسپاگتی در هشت دقیقه (۱۳۸۴)
16. نقاب (۱۳۸۳)
17. بالای شهر پایین شهر(۱۳۸۰)
18. دوستان (۱۳۷۸)
19. گل‌ها و گلوله‌ها (۱۳۷۰)

### مجموعه تلویزیونی

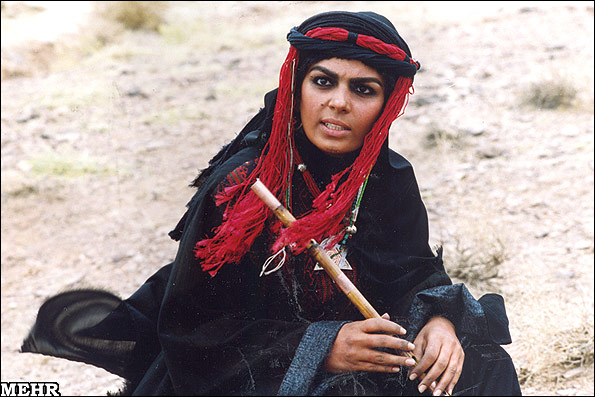
در نقش حمیرا در سریال معصومیت ازدست‌رفته

| نام مجموعه        | سال       | کارگردان          | نقش |
| ----------------- | --------- | ----------------- | --- |
| مادر              | ۱۳۷۸      | مسعود فروتن       |     |
| سفر سبز           | ۱۳۸۱      | محمدحسین لطیفی    |     |
| معصومیت ازدست‌رفته | ۱۳۸۲      | داوود میرباقری    |     |
| کلاه پهلوی        | ۱۳۸۹–۱۳۸۳ | سید ضیاءالدین دری |     |
| روزهای اعتراض     | ۱۳۸۴      | حسین سهیلی‌زاده    |     |
| راه شب            | ۱۳۸۴      | داریوش فرهنگ      |     |
| بی‌صدا فریاد کن    | ۱۳۸۶      | مهدی فخیم‌زاده     |     |
| نردبام آسمان      | ۱۳۸۸      | محمدحسین لطیفی    |     |
| یک روز قبل        | ۱۳۸۹      | صادق کرمیار       |     |
| بچه‌ها نگاه می‌کنند | ۱۳۸۹      |                   |     |
| خاطرات مرد ناتمام | ۱۳۹۱      | صادق کرمیار       |     |
| شب شیشه‌ای         | ۱۳۹۲      | مسعود رشیدی       |     |
| اولین انتخاب      | ۱۳۹۲      | مهدی صباغ‌زاده     |     |
| بی‌قرار            | ۱۳۹۳      | فلورا سام         |     |
| آسپرین            | ۱۳۹۵–۱۳۹۴ | فرهاد نجفی        |     |
| محله گل و بلبل ۲  | ۱۳۹۵      | محمد درویشعلی پور |     |
| آچمز              | ۱۳۹۸–۱۳۹۷ | مهرداد خوشبخت     |     |
| گاندو             | ۱۳۹۸      | جواد افشار        |     |
| پدر گواردیولا     | ۱۴۰۱      | سعید نعمت‌الله     |     |

### فیلم تلویزیونی
| نام فیلم     | سال  | کارگردان      | نقش |
| ------------ | ---- | ------------- | --- |
| صبحگاه خونین | ۱۳۶۹ |               |     |
| طالع عشق     | ۱۳۷۱ |               |     |
| آوای زمین    | ۱۳۸۴ |               |     |
| تلواسه       | ۱۳۸۸ |               |     |
| فراموشی      | ۱۳۸۹ |               |     |
| اوباش        | ۱۳۹۰ |               |     |
| فصل زندگی    | ۱۳۹۱ | مهدی صباغ‌زاده |     |
| باور آرامش   | ۱۳۹۲ | شهره لرستانی  |     |

### تئاتر
- عشق اتفاقی نیست که بیفتد'' (۱۳۹۰) - تالار وحدت
- مهمانسرای دو دنیا'' (۱۳۹۴)
- شاخ نبات'' (۱۳۹۶) - تالار وحدت